# Horror in the Attic - Incubo senza fine
Horror in the Attic - Incubo senza fine (The Attic Expeditions) è un film del 2001 scritto da Rogan Russell Marshall e diretto da Jeremy Kasten.

## Trama
Un ragazzo di nome Trevor è stato condannato a una lunga degenza in un ospedale psichiatrico dopo aver brutalmente ucciso la sua ragazza. Più Trevor è in agitazione, tuttavia, più si chiede se l'omicidio sia mai realmente accaduto o se sia un'orribile fantasia impiantata nel suo cervello dal dottor Ek, il sinistro direttore del manicomio.

## Produzione
Il film è stato originariamente concepito per essere il quarto della serie Witchcraft. Dopo aver letto la sceneggiatura, Jeremy Kasten ha deciso che aveva molto più potenziale di quello che aveva visto nei film Witchcraft e insieme ai produttori, ha trascorso diversi anni alternando raccolta fondi e riprese. Verso la fine della produzione, su richiesta dei produttori (e contro la volontà di Kasten) è stata pensata una colonna sonora di rock moderno che tuttavia non è mai stata pubblicata.